# Robert-Jasper Grootveld
Robert-Jasper Grootveld foi um dos principais personagens da contracultura mundial de todos os tempos, Grootveld foi um dos primeiros a iniciar o movimento Provo, nos Países Baixos, em 1964.
Com um pai anarquista, cresceu ouvindo suas ideais. Em 1966, começou uma campanha antitabagista, onde ele pichava um K de Kanker (câncer, em neerlandês) em cartazes de propaganda de tabaco. Foi preso várias vezes. Construiu um templo antitabaco e uma drugstore chamada "Africanesse Marijuana" que vendia maconha abertamente no centro de Amsterdã. Foi preso várias vezes.
Por volta de maio de 1966, iniciou o movimento Provo.